# Assa (Film)
Assa ist ein Kriminal- und Liebesfilm des sowjetischen Regisseurs Sergei Solowjow aus dem Jahr 1988. Assa widmet sich erstmals in der sowjetischen Kinogeschichte der Jugendkultur, die sich in der Glasnost- und Perestroika-Ära über Underground-Kultur definierte. Die Uraufführung, am 1. April 1988 im Konzert- und Theatersaal „Palast an der Jausa“ in Moskau, wurde von einem 10-tägigen alternativen Festival – Konzerte, Ausstellungen und Performance-Kunst – umrahmt. Assa avancierte zum Kultfilm und etablierte den sowjetischen Underground-Rock – Boris Grebenschtschikow schrieb die Filmmusik und Wiktor Zoi gehörte zum Cast – auf großen Bühnen.
Der Film steht am Anfang von Solowjows postsowjetischer Trilogie. Diese fand nach Die schwarze Rose ist das Emblem des Bedauerns, die rote Rose – das Emblem der Liebe und Das Haus unter dem Sternenhimmel – erschienen 1990 und 1991 – ihren Abschluss. 2007 knüpfte Solowjow mit dem Film 2-Assa-2 an die Handlung von Assa an.

## Handlung
Der Film spielt im Winter des Jahres 1980 in Jalta auf der Krim. Die junge Krankenschwester Alika hat eine Beziehung mit dem wesentlich älteren Krymow. Krymow ist Kopf einer Verbrecherbande, spezialisiert auf Erpressungen und Auftragsmorde, und wird von der Polizei und dem KGB beschattet. Alika ahnt nichts vom Doppelleben ihres Partners. Sie lernt den jungen, freischaffenden Künstler Bananan kennen, der sie mit der Underground-Kultur – deren Musik und Kunstverständnis – bekannt macht. Sie verbringt immer mehr Zeit mit Bananan, Krymow reagiert gereizt und eifersüchtig.
Bananan arbeitet in einem kleinen Theater u. a. als Nachtwächter, um seinen Lebensunterhalt zu verdienen. Hier gastiert ein Ensemble aus kleinwüchsigen Schauspielern. Albert Petrowitsch, ein ehemaliger Komplize von Krymow, gehört dazu. Er wird zur Abbezahlung alter Schulden von Krymow beauftragt, eine Guarneri-Geige zu rauben. Albert will sein kriminelles Leben nicht wieder aufnehmen und begeht Selbstmord. Alberts Frau verlässt Jalta und lässt die Pistole, mit der sich ihr Mann erschossen hat, zurück. Die Waffe gelangt in den Besitz von Alika.
Ein Bandenmitglied, genannt der Major, wird von den Sicherheitskräften zu Krymows kriminellen Aktivitäten befragt. Um seinen Chef nicht zu verraten, gibt er vor, verrückt zu sein. Er monologisiert in dem Verhör, dass ihn der Tod Juri Gagarins traumatisiert habe.
Bananan ist sehr verliebt in Alika, er bastelt aus einem Foto der beiden einen Ohrring und trägt ihn in der Öffentlichkeit. Als ein Polizist Bananan auffordert, den Ohrring abzulegen, weigert er sich und wird für eine Nacht ins Gefängnis gesteckt. Dort wird er von einem durch Gefängniswärter aufgewiegelten Mithäftling zusammengeschlagen.

Eines Morgens fordert Krymow Bananan zum Schwimmen im Schwarzen Meer auf. Der junge Künstler hat nicht die gleiche körperliche Kraft wie Krymow, ist erschöpft und wird von seinem Widersacher um die Gunst Alikas für kurze Zeit unter Wasser gedrückt, erreicht anschließend aber das Ufer. Krymow wird immer eifersüchtiger und möchte, dass Bananan Jalta für ein paar Wochen verlässt. Als dieser sich weigert, gibt Krymow Weisung, Bananan zu töten und den Leichnam ins Schwarze Meer zu werfen. Er erzählt Alika vom Tod Bananas. Sie erschießt Krymow und wird anschließend von der Miliz verhaftet.
In der Schlussszene des Filmes bewirbt sich Wiktor Zoi im Theater um die Stelle eines Musikers. Schweigsam hört er den formalen Anforderungen und Regeln für angestellte  Musiker zu, verlässt den Raum, betritt die kleine Theaterbühne – auf der die Gruppe Kino steht – und singt sein Lied Ich will den Wandel. Die Bühne verwandelt sich in eine nächtliche, sehr große publikumsbefüllte Konzerthalle. Der überwiegende Teil der Konzertteilnehmer hält brennende Feuerzeuge hoch.
Krymow liest periodisch während der Filmhandlung in Natan Ejdelmans Buch Грань веков (Ende des Zeitalters) über die letzten Tage von Zar Paul I. und dessen Ermordung. Szenen des Buchs sind in die Filmhandlung eingebaut.
Bananans surreale Träume sind ein weiteres wiederkehrendes Handlungselement. Die Träume beinhalten Erklärungen zum russischen Rock-Slang und zeigen Auftritte der Bands Aquarium, Brawo, Sojuz Kompozitorow, Kino sowie Wesjolje rebjata mit Juri Tschernawski. Bananan erläutert Krymow in einer dieser Szenen, dass Boris Grebenschtschikow ein Gott sei, der Licht ausstrahle.

## Soundtrack
Das sowjetische Label Melodija veröffentlichte 1987 den Soundtrack zum Film Assa. Der Tonträger war „eine der ersten offiziellen Veröffentlichungen des russischen Rocks“.
- 1. Здравствуй, мальчик Бананан (Hallo Bananenjunge): Juri Tschernawski und die Gruppe Wesjolje rebjata
- 2. Иду на ты (Ich komm dich holen): Boris Grebenschtschikow und Aquarium
- 3. BBC: Aleksandr Sinitzyn und Michail Michailjuk
- 4. Мочалкин блюз (Naiver Bluse): Boris Grebenschtschikow und Aquarium
- 5. Плоскость (Flugzeug): Boris Grebenschtschikow und Aquarium
- 6. Старик Козлодоев (Alter Koslodojew): Boris Grebenschtschikow und Aquarium
- 7. Город золотой (Goldene Stadt): Boris Grebenschtschikow und Aquarium
- 8. Чудесная страна (Wunderbares Land): Schanna Agusarowa und Brawo
- 9. Хочу перемен (Ich will den Wandel): Wiktor Zoi und Kino